# Verhaal op de rechter
Het verhaal op de rechter (Frans: prise à partie) is in België een buitengewoon rechtsmiddel en een burgerlijke vordering tegen een rechter of een magistraat van het Openbaar Ministerie om deze in enkele zeer beperkte gevallen volgens de regels van de buitencontractuele aansprakelijkheid aansprakelijk te stellen voor de fouten die hij heeft begaan in de uitoefening van zijn ambt. De regels betreffende het verhaal op de rechter zijn opgenomen in het Gerechtelijk Wetboek in de artikelen 1140 tot 1147.
In een proces is er zo goed als altijd een winnende partij en een verliezende partij. De verliezende partij zou in de verleiding kunnen komen om de rechter die haar in het ongelijk heeft gesteld aansprakelijk te stellen voor haar verlies. Zij zou tegen hem een proces kunnen beginnen op grond van de buitencontractuele aansprakelijkheid. Aldus zouden geschillen tot in het oneindige kunnen gevoerd worden. Om dit te vermijden werden de regels betreffende de aansprakelijkheid van de rechters voor hun vonnissen ingevoerd. Een rechter is volgens de regels betreffende het verhaal op de rechter maar aansprakelijk voor zijn vonnissen wanneer hij een opzettelijke fout heeft begaan.
Het verhaal op de rechter is mogelijk tegen een rechter en tegen een magistraat van het Openbaar Ministerie. Tegen een magistraat van het Openbaar Ministerie is het verhaal op de rechter vanzelfsprekend niet mogelijk wegens rechtsweigering (artikel 1141 van het Gerechtelijk Wetboek).
Niet iedere fout die een normaal voorzichtig rechter niet zou hebben begaan laat de rechtzoekende toe de rechter aansprakelijk te stellen voor zijn vonnis. Alleen de uitdrukkelijk in de wet bepaalde fouten laten toe een magistraat aansprakelijk te stellen voor de fouten die hij begaat in de uitoefening van zijn ambt.

## Gronden voor verhaal op de rechter
Artikel 1140 van het Gerechtelijk Wetboek bepaalt in welke gevallen het verhaal op de rechter open staat. Het is een limitatieve opsomming. Alleen in deze gevallen kan een rechter of een magistraat van het Openbaar Ministerie aansprakelijk gesteld worden voor een beroepsfout.
Verhaal op de rechter is in de eerste plaats mogelijk indien hij zich aan bedrog of list schuldig heeft gemaakt hetzij tijdens het onderzoek, hetzij bij zijn vonnis. Bedrog of list veronderstelt dat de rechter zijn toevlucht neemt tot kunstgrepen of listen, ofwel om het gerecht te misleiden, ofwel om een partij te bevoordelen of te benadelen, ofwel om een persoonlijk belang te dienen. Een verkeerde beoordeling kan slechts aanleiding geven tot een voorziening in cassatie maar levert geen bedrog op en het loutere feit dat een rechter een partij kent levert geen list op. Verkeerde beoordelingen in feite of in rechte door de rechter kunnen weliswaar aanleiding geven tot een rechtsmiddel maar leveren geen bedrog of list op in de zin van artikel 1140 van het Gerechtelijk Wetboek.
Vervolgens is verhaal op de rechter mogelijk wanneer dit verhaal uitdrukkelijk bij de wet voorzien is.
De wetgever heeft het verhaal op de rechter voorzien:
- in geval van niet-naleving door de onderzoeksrechter van bepaalde vormvoorschriften te vervullen bij het verhoor van getuigen (artikel 77 van het Wetboek van strafvordering);
- in geval van het voor het hof van assisen brengen door de procureur-generaal bij het hof van beroep van een persoon die niet volgens de wettelijke bepalingen in staat van beschuldiging werd gesteld (artikel 271 van het Wetboek van strafvordering);
- in de gevallen bepaald in de artikelen 15 en 19 van de wet van 20 juli 1990 betreffende de voorlopige hechtenis;
- enz.

Verder bestaat er verhaal op de rechter indien de wet de rechter aansprakelijk stelt voor eventuele schade.
Ten slotte bestaat er verhaal op de rechter in geval van rechtsweigering, wanneer de rechter zich schuldig maakt aan rechtsweigering. Deze grond is niet van toepassing op de magistraten van het Openbaar Ministerie.

## Procedure
Het verhaal op de rechter wordt behandeld door het Hof van Cassatie. Bij het behandelen van het verhaal op de rechter treedt het Hof van Cassatie op als feitenrechter.
Het verhaal op de rechter wordt, op straffe van verval, uitgeoefend binnen dertig dagen. Deze termijn loopt te rekenen van het feit dat tot het verhaal aanleiding heeft gegeven en, in geval van bedrog of list, van de dag waarop de partij daarvan kennis gekregen heeft (artikel 1142 van het Gerechtelijk Wetboek). Het wordt ingeleid door een ter griffie van het Hof van Cassatie in te dienen verzoekschrift, dat de middelen bevat, ondertekend is - aldus de letter van de wet - door de partij of haar bijzondere gemachtigde en vooraf betekend is aan de rechter op wie verhaal wordt genomen (artikel 1143, al. 1, van het Gerechtelijk Wetboek). Ondanks de letter van de wet heeft het Hof van Cassatie geoordeeld dat het verzoekschrift moet ondertekend zijn door een advocaat bij het Hof van Cassatie. Het verzoekschrift is dus onontvankelijk wanneer het niet ondertekend is door een advocaat bij het Hof van Cassatie (arrest van het Hof van Cassatie van 19 juni 1972).
Binnen vijftien dagen na de betekening kan de rechter op wie verhaal wordt genomen, een memorie van antwoord ter griffie indienen. Deze memorie van antwoord moet - in de mate dat ze alleen verweermiddelen inhoudt - niet ondertekend zijn door een advocaat bij het Hof van Cassatie; de rechter op wie verhaal genomen wordt kan ze zelf ondertekenen. Hoewel de rechter op wie verhaal is genomen de memorie van antwoord waarin hij zijn verweermiddelen voordraagt, zonder de medewerking van een advocaat bij het Hof van Cassatie kan indienen, is die medewerking daarentegen wel vereist voor het indienen van een memorie waarin hij een rechtsvordering tot schadevergoeding instelt ; in dit laatste geval moet de memorie bovendien door de verzoekende partij (de rechter dus) ondertekend zijn (aldus besliste het Hof van Cassatie in een arrest van 11 april 1980).
Vanaf de dag van de betekening van het verzoekschrift onthoudt de rechter zich van de kennisneming van het geschil en zelfs van enigerlei zaak die de partij, haar bloedverwanten in de rechte lijn of haar echtgenoot mochten hebben bij de rechtbank waarvan hij deel uitmaakt, en zulks op straffe van nietigheid der vonnissen (artikel 1144 van het Gerechtelijk Wetboek). Na het verstrijken van de termijn van vijftien dagen benoemt de eerste voorzitter een verslaggever; voor het overige zijn de regels inzake voorziening in cassatie van toepassing (artikel 1145 van het Gerechtelijk Wetboek).
De memorie van antwoord van de magistraat moet ter griffie worden neergelegd. Het mag niet met de post verstuurd worden. Aldus besliste het Hof van Cassatie in een arrest van 29 oktober 1999.

## Schadevergoeding aan de rechter wanneer het verhaal op de rechter wordt afgewezen
Indien het verhaal op de rechter niet-toelaatbaar of ongegrond wordt verklaard, wordt de eiser veroordeeld tot schadevergoeding aan de magistraat en de partijen, indien daartoe grond bestaat (artikel 1146 van het Gerechtelijk Wetboek).
Deze schadevergoeding wordt vastgesteld door het Hof van Cassatie, dat bij de raming ervan rekening houdt met de omstandigheden van de zaak en met de ernst van de beschuldiging. In 1987 veroordeelde het Hof van Cassatie een eiser tot een schadevergoeding van 100.000 frank, op vordering van een Brusselse rechter. In 1998 kende het Hof van Cassatie de som van 200.000 frank toe als schadevergoeding ten laste van een eiser die niet geslaagd was in zijn eis, eveneens op vordering van de magistraat.
Bij arrest van 23 maart 2000 veroordeelde het Hof van Cassatie een eiser die het verhaal op de rechter had ingeleid zonder de medewerking van een advocaat bij het Hof van Cassatie (die het verzoekschrift dus zelf ondertekend had) tot een schadevergoeding van 200.000 frank te betalen aan de magistraat.
Bij arrest van 14 december 2006 veroordeelde het Hof van Cassatie een eiser tot een schadevergoeding van zevenduizend vijfhonderd euro. In dit geval was het verzoekschrift een dag te laat neergelegd ter griffie van het Hof van Cassatie. Het faxen van het verzoekschrift de dag tevoren werd niet als voldoende beschouwd.
De magistraat tegen wie verhaal op de rechter wordt genomen moet zijn eis tot schadevergoeding indienen in zijn memorie van antwoord. Wordt deze memorie te laat ingediend, dan kan geen schadevergoeding worden toegekend aan de magistraat. Aldus besliste het Hof van Cassatie in een arrest van 11 april 2003.

## Indien het verhaal op de rechter wordt ingewilligd
Indien het verhaal op de rechter wordt ingewilligd, veroordeelt het Hof van Cassatie de verweerder (de rechter of de magistraat van het Openbaar Ministerie) tot vergoeding van de (door de eiser) geleden schade of vernietigt het vonnis en verwijst de zaak naar andere rechters, alles naargelang van de omstandigheden (artikel 1147 van het Gerechtelijk Wetboek). Het Hof van Cassatie kan natuurlijk zowel schadevergoeding toekennen als het vonnis of het arrest vernietigen.

## Het verhaal op de rechter en de aansprakelijkheid van de Belgische Staat voor fouten van de leden van de rechterlijke macht
De magistraten zijn slechts aansprakelijk voor hun beroepsfouten in de bij de wet bepaalde gevallen. De vraag is of de Belgische Staat aansprakelijk kan zijn voor beroepsfouten van magistraten waarvoor deze magistraten niet persoonlijk aansprakelijk zijn volgens de regels betreffende het verhaal op de rechter.
Vroeger nam men aan dat de Belgische Staat alleen aansprakelijk kon zijn voor de fouten van magistraten waarvoor deze magistraten zelf persoonlijk aansprakelijk konden zijn volgens de regels betreffende het verhaal op de rechter.
Sinds het Anca-arrest is deze regeling grondig gewijzigd. Volgens de leer van het Anca-arrest van het Hof van Cassatie kan de Belgische Staat wel degelijk aansprakelijk worden gesteld voor de schade veroorzaakt door de magistraten van de rechterlijke macht, ook in gevallen waarin deze niet persoonlijk aansprakelijk zijn volgens de regels betreffende het verhaal op de rechter.
Het Hof van Cassatie overwoog dat de artikelen 1140 tot 1147 van het Gerechtelijk Wetboek, die de procedure regelen inzake verhaal op de rechter, slechts van de gemeenrechtelijke regeling in de artikelen 1382 en 1383 van het Burgerlijk Wetboek afwijken voor wat de persoonlijke aansprakelijkheid van de rechters en de ambtenaren van het Openbaar Ministerie betreft en dat daaruit niet valt af te leiden dat de Staat nooit aansprakelijk zou zijn op basis van de artikelen 1382 en volgende van het Burgerlijk Wetboek, wanneer, in de gevallen waarin verhaal op de rechter mogelijk is of buiten die gevallen, een rechter of een ambtenaar van het openbaar ministerie in de uitoefening van zijn ambt een schadeverwekkende fout begaat. Voor de aansprakelijkheid van de Belgische Staat is het wel vereist dat het vonnis dat de aansprakelijkheid van de Staat in het gedrang brengt bij een in kracht van gewijsde gegane beslissing werd ingetrokken, gewijzigd, vernietigd of herroepen wegens schending van een gevestigde rechtsnorm en derhalve geen gezag van gewijsde meer heeft.